# 恩宠圣母朝圣地 (韦尔纳扎)

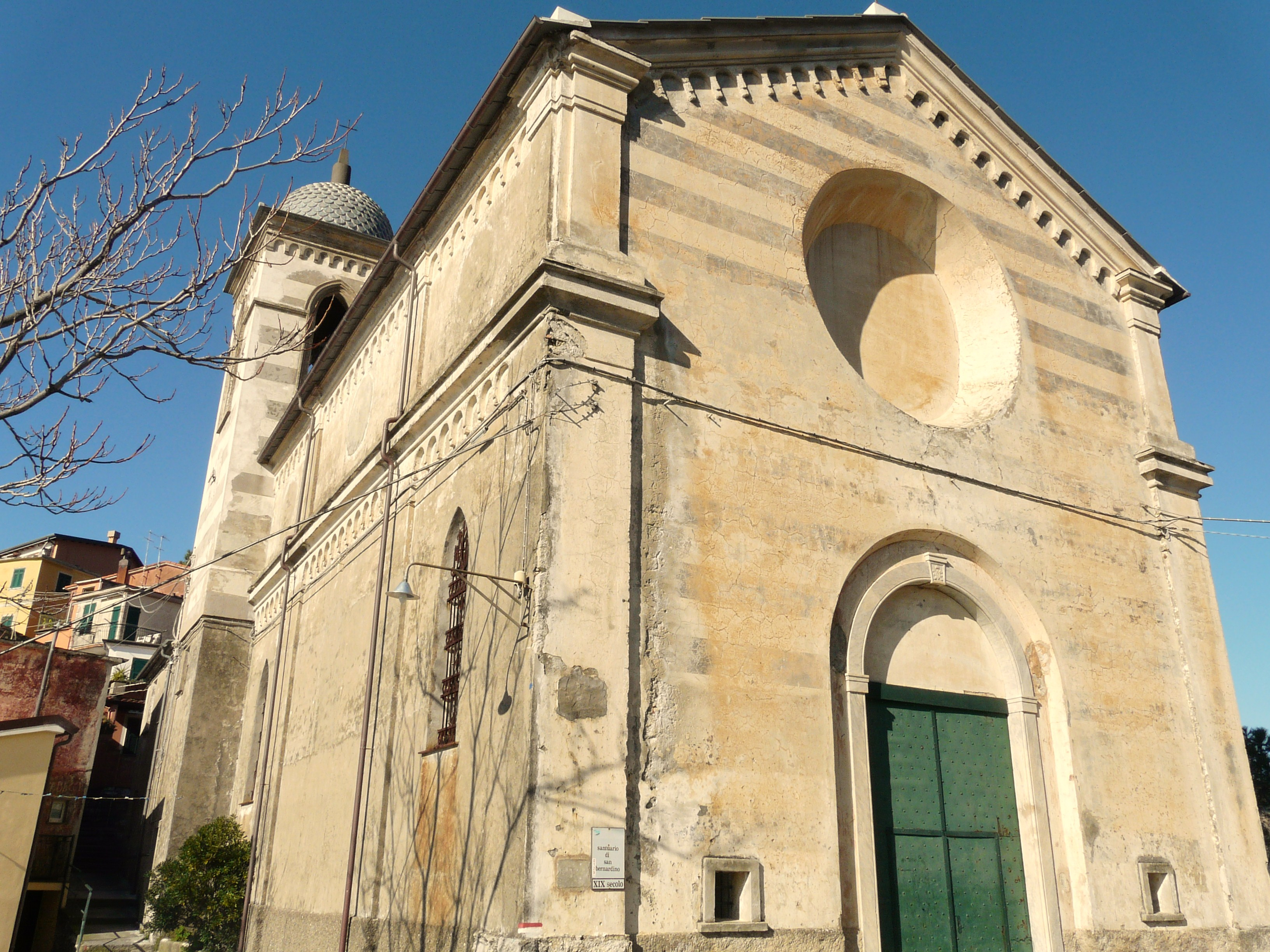

恩宠圣母朝圣地（義大利語：Santuario di Nostra Signora delle Grazie）是意大利拉斯佩齐亚省五渔村地区韦尔纳扎的一座罗马天主教教堂。
在五渔村地区，有多个罗马天主教朝圣地，包括里奥马焦雷的 Montenero圣母朝圣地、Volastra的安康圣母朝圣地、韦尔纳扎的雷焦圣母朝圣地以及蒙泰罗索阿尔马雷的 Soviore圣母朝圣地。

## 历史
根据历史记载，该堂创建于中世纪，目前的建筑为19世纪重建。
该堂风格简单，为罗马式建筑，长方形平面，单走道。
该堂的艺术品包括1874年的圣母子，以及两侧的圣伯尔纳铎与圣圣伯尔纳定。
该堂的庆祝活动在9月8日举行。